# Rocky Linux
Rocky Linux — це дистрибутив Linux, розроблений Rocky Enterprise Software Foundation. Він має повну бінарну сумісність і використовує вихідний код операційної системи Red Hat Enterprise Linux (RHEL). Метою проєкту є створення корпоративної операційної системи виробничого рівня, що буде підтримуватися спільнотою. Rocky Linux разом із Red Hat Enterprise Linux і SUSE Linux Enterprise, стала популярною корпоративною операційною системою.
Перша версія Rocky Linux у статусі реліз-кандидата була випущена 30 квітня 2021 року, а перша загальнодоступна версія — 21 червня 2021 року. Rocky Linux 8 підтримуватиметься до травня 2029 року, а Rocky Linux 9 — до травня 2032 року

## Історія
8 грудня 2020 року компанія Red Hat оголосила, що припиняє розробку CentOS, яка була вільно доступною версією Red Hat Enterprise Linux, на користь безперервно оновлюваної редакції цієї операційної системи «CentOS Stream». У відповідь ранній засновник CentOS Грегорі Курцер оголосив, що він знову почне проєкт для досягнення початкових цілей CentOS. Назва була обрана як данина поваги ранньому співзасновнику CentOS Роккі Макгоу. До 12 грудня репозиторій коду Rocky Linux став найпопулярнішим на GitHub.
22 грудня 2020 року менеджер спільноти Rocky Linux Джордан Пізаніелло (Jordan Pisaniello) оголосив, що початковий реліз заплановано на період між березнем і травнем 2021 року. 20 січня 2021 року було оголошено, що тестовий репозиторій буде доступний громадськості до кінця лютого, а реліз-кандидат — до кінця березня 2021 року Однак ця дата була дещо відсунута, і 30 квітня 2021 року було випущено перший реліз-кандидат. Другий реліз-кандидат версії 8.4, останній перед стабільним випуском, був випущений 4 червня 2021 року Високий номер версії базується на позначенні RHEL. Rocky Linux — це клон RHEL, який бінарно-сумісний і вже підтримується численними великими спонсорами. 21 червня 2021 року вийшов стабільний реліз Rocky Linux 8.4 з кодовою назвою «Green Obsidian».
14 липня 2022 року було випущено Rocky Linux 9.0 разом із новою відтворюваною системою збірки під назвою «Peridot», розробленою для того, щоб спільнота могла легко створювати нові форки RHEL, якщо Rocky Linux коли-небудь буде припинено, а також для того, щоб проєкт Rocky Linux міг швидше робити нові випуски. Rocky Linux 9.0 також є першою версією, яка підтримує процесори PowerPC і мейнфрейми IBM Z (s390x).

## Релізи
Деякі з ISO-образів, випущених Rocky Enterprise Software Foundation, не мають прямих аналогів. Вони створені для певних цілей, наприклад, для надання живого завантажувального образу або для інсталяційного носія зменшеного розміру.
| Версія Rocky Linux                                                   | Кодова назва   | Архітектура                      | База RHEL | Ядро            | Дата випуску Rocky Linux | Дата випуску RHEL | Затримка (днів) |
| -------------------------------------------------------------------- | -------------- | -------------------------------- | --------- | --------------- | ------------------------ | ----------------- | --------------- |
| 8.3                                                                  | Green Obsidian | x86-64, ARM64                    | 8.3       | 4.18.0-240      | 2021-05-01               | 2020-11-03        | 179 *           |
| 8.4                                                                  | Green Obsidian | x86-64, ARM64                    | 8.4       | 4.18.0-305      | 2021-06-21               | 2021-05-18        | 34              |
| 8.5                                                                  | Green Obsidian | x86-64, ARM64                    | 8.5       | 4.18.0-348      | 2021-11-15               | 2021-11-09        | 6               |
| 8.6                                                                  | Green Obsidian | x86-64, ARM64                    | 8.6       | 4.18.0-372.9.1  | 2022-05-16               | 2022-05-10        | 6               |
| 8.7                                                                  | Green Obsidian | x86-64, ARM64                    | 8.7       | 4.18.0-425.3.1  | 2022-11-14               | 2022-11-09        | 5               |
| 8.8                                                                  | Green Obsidian | x86-64, ARM64                    | 8.8       | 4.18.0-477.10.1 | 2023-05-20               | 2023-05-16        | 4               |
| 8.9                                                                  | Green Obsidian | x86-64, ARM64                    | 8.9       | 4.18.0-513.5.1  | 2023-11-22               | 2023-11-14        | 8               |
| 9.0                                                                  | Blue Onyx      | x86-64-v2, ARM64, ppc64le, s390x | 9.0       | 5.14.0-70.13.1  | 2022-07-14               | 2022-05-17        | 58              |
| 9.1                                                                  | Blue Onyx      | x86-64-v2, ARM64, ppc64le, s390x | 9.1       | 5.14.0-162.6.1  | 2022-11-26               | 2022-11-15        | 11              |
| 9.2                                                                  | Blue Onyx      | x86-64-v2, ARM64, ppc64le, s390x | 9.2       | 5.14.0-284.11.1 | 2023-05-16               | 2023-05-10        | 6               |
| Легенда:Стара версіяСтара версія, все ще підтримуєтьсяОстання версія |                |                                  |           |                 |                          |                   |                 |

* Rocky Linux було анонсовано 8 грудня 2020, перша бета-версія була випущена через 143 дні.